# Пандові
Пандові (Ailuridae) — родина ссавців з ряду хижих. Родина містить єдиних живих представників — рід панда (з видами Ailurus fulgens й Ailurus styani) та його вимерлих родичів.
Жорж Кюв'є вперше описав рід Ailurus як такий, що належить до родини ракунових через морфологічну схожість голови, кольоровий кільчастий хвіст та інші морфологічні й екологічні характеристики. Дещо пізніше Ailurus був віднесений до родини ведмедів. Молекулярно-філогенетичні дослідження показали, що панда є стародавнім представником ряду хижих, який належить до власної незалежної родини Ailuridae в межах широкої надродини Musteloidea. Найближчі родичі панди Parailurus жили 3–4 мільйони років тому.
Найбільш ранніми хижоподібними (Carnivoraformes) предками пандових є міациди (Miacidae). Ці схожі на ласицю істоти були поширеною й успішною групою, адаптованою до пишних лісів еоцену. Наприкінці еоцену вони породили дві групи — найраніших канід і найраніших урсід, представлених родом Mustelavus. Mustelavus породив дві групи — ракунових + пандових з одного боку, а з іншого боку мустелових. Рід Amphictis найбільш близький до початку родини пандових. Пандові, ймовірно, походять з Європи епохи пізнього олігоцену. Amphictis, судячи по розміру щелепи, був приблизно розміром із сучасних панд. Simocyon відомий по добре збереженим викопним решткам із міоцену Північної Америки та Європи й міоцену та раннього пліоцену Китаю — це була тварина завбільшки з пуму. Морфологія зубів вказує на те, що перші пандові були переважно м'ясоїдними, а вже пізніші члени Ailurinae (Ailurus, Pristinailurus, Parailurus) стали переважно рослиноїдними.

## Галерея

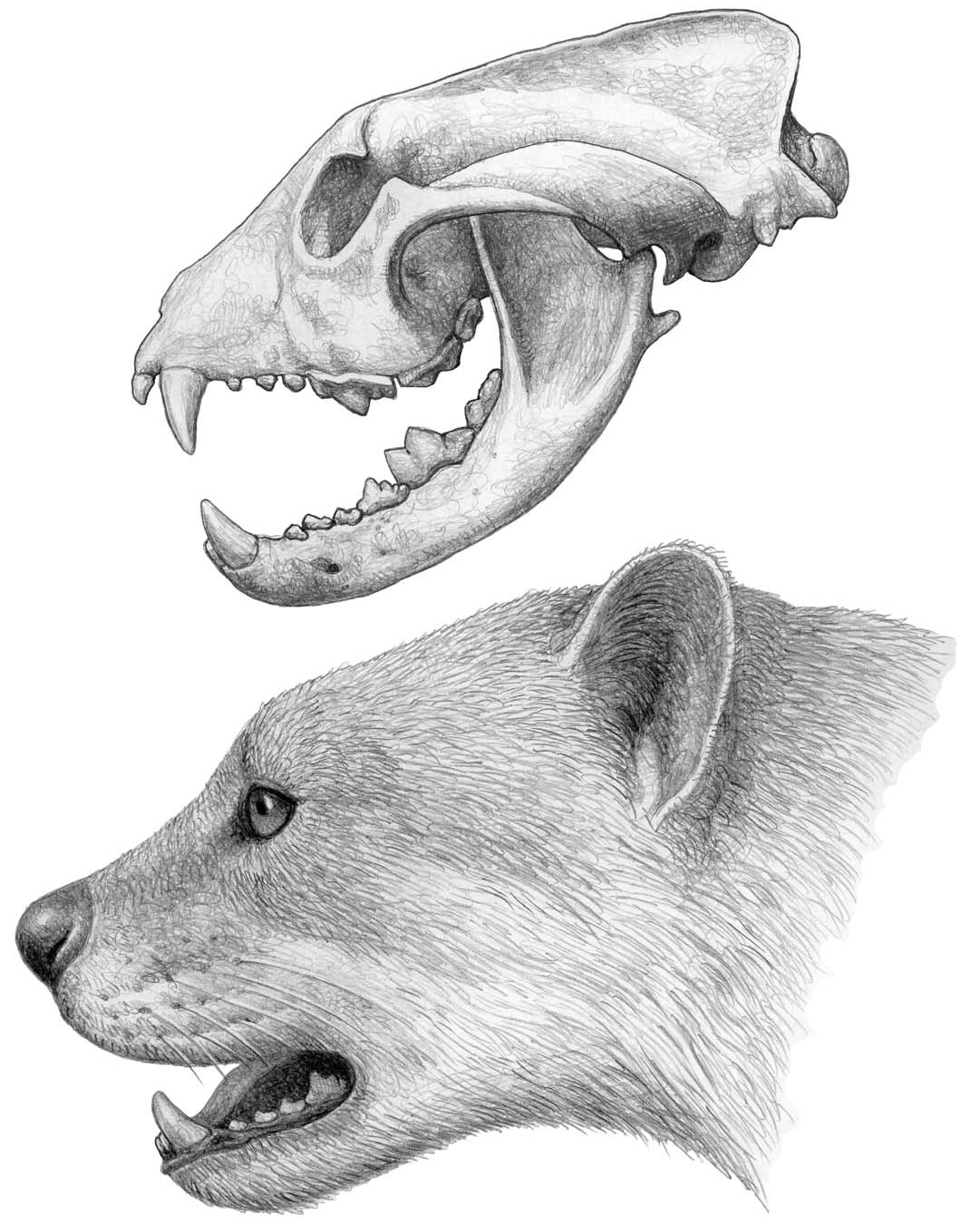
Художня реконструкція зовнішності виду Simocyon batalleri
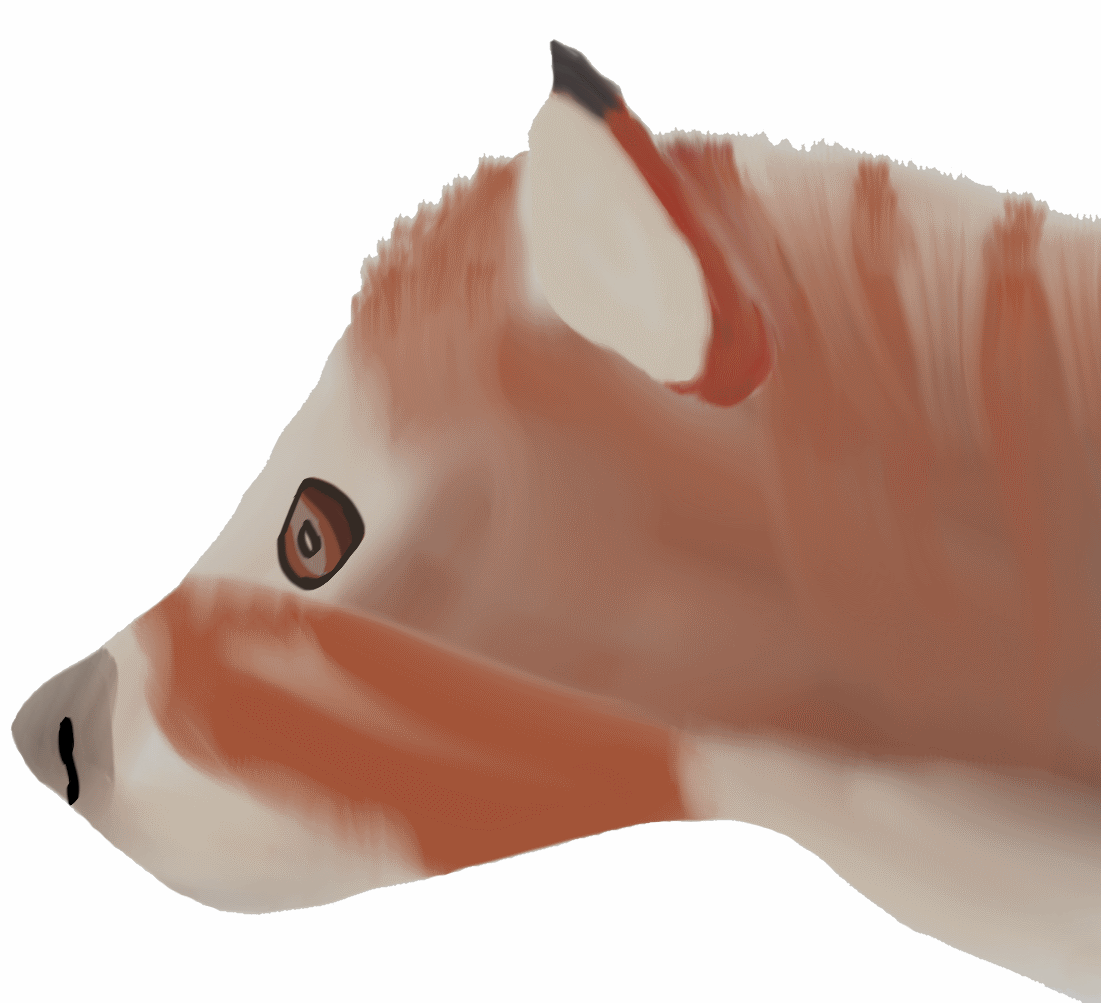
Художня реконструкція зовнішності виду Pristinailurus bristoli